# Aristolochia transsecta
Aristolochia transsecta là một loài thực vật có hoa trong họ Aristolochiaceae. Loài này được (Chatterjee) C.Y.Wu mô tả khoa học đầu tiên năm 1981.